# لكمة الحريبي (حبيل جبر)

تعديل مصدري - تعديل

لكمة الحريبي هي إحدى قرى عزلة حبيل جبر بمديرية حبيل جبر التابعة لمحافظة لحج، بلغ تعداد سكانها 37 نسمة حسب تعداد اليمن لعام 2004.